# Benin vid världsmästerskapen i simsport 2022
Benin tävlade vid världsmästerskapen i simsport 2022 i Budapest i Ungern mellan den 17 juni och 3 juli 2022. Benin hade en trupp på två idrottare.

## Simning
| Idrottare       | Gren                       | Heat    | Heat      | Semifinal        | Semifinal        | Final            | Final            |
| Idrottare       | Gren                       | Tid     | Placering | Tid              | Placering        | Tid              | Placering        |
| --------------- | -------------------------- | ------- | --------- | ---------------- | ---------------- | ---------------- | ---------------- |
| Marc Dansou     | Herrarnas 50 meter frisim  | 25,13   | 71        | Gick inte vidare | Gick inte vidare | Gick inte vidare | Gick inte vidare |
| Marc Dansou     | Herrarnas 100 meter frisim | 54,87   | 83        | Gick inte vidare | Gick inte vidare | Gick inte vidare | Gick inte vidare |
| Nafissath Radji | Damernas 50 meter frisim   | 29,38   | 68        | Gick inte vidare | Gick inte vidare | Gick inte vidare | Gick inte vidare |
| Nafissath Radji | Damernas 100 meter frisim  | 1.07,06 | 57        | Gick inte vidare | Gick inte vidare | Gick inte vidare | Gick inte vidare |